# Eastern Boyne River
Der Eastern Boyne River  ist ein Fluss im Südosten des australischen Bundesstaates Queensland.

## Geografie

### Flusslauf
Der Fluss entspringt rund 15 Kilometer westlich der Kleinstadt Miriam Vale in der  Polmaily Forest Reserve. Von dort fließt er nach Nordwesten und mündet an dessen Südspitze in den Lake Awoonga und damit in den  Boyne River.

### Nebenflüsse mit Mündungshöhen
- Eastern Creek – 82 m
- Bloomfield Creek – 66 m[1]

### Durchflossene Stauseen
- Lake Awoonga – 41 m[1]